# 罗伯特·F·肯尼迪司法部大楼
罗伯特·F·肯尼迪司法部大楼（Robert F. Kennedy Department of Justice Building）位于美国首都华盛顿特区宾夕法尼亚大道联邦三角，是美国司法部总部和美国司法部长办公室所在地，以前司法部长罗伯特·F·肯尼迪名字命名。

## 周边
司法部大楼北边是宾夕法尼亚大道，南边是宪法大道，东边是第9大街，西边是第10大街，其周边建筑有：
- 美国国家档案局
- 美国国家税务局
- 美国联邦调查局
- 美国国家广场